# Storia d'Italia a fumetti di Enzo Biagi
Storia d'Italia a fumetti di Enzo Biagi è una collana di volumi nata alla fine degli anni settanta con il fine di raccontare la storia d'Italia utilizzando il fumetto come mezzo di comunicazione.
L'opera ottenne un forte successo tanto da portare alla nascita di altri progetti simili sempre sotto la supervisione di Biagi nei quali venivano raccontate a fumetti altri eventi storici salienti. Le storie presenti nelle varie collane vennero realizzate da noti disegnatori come Milo Manara, Sergio Toppi, Dino Battaglia e Hugo Pratt. L'opera verrà ristampa varie volte in diverse edizioni e formati.

## Storia editoriale
Lo scrittore e giornalista italiano Enzo Biagi si riprometteva di narrare, in maniera didattica, la storia d'Italia "dalla caduta dell'Impero Romano ai giorni nostri" come riportato in edizioni più recenti, usufruendo del contributo dei maggiori fumettisti italiani come Milo Manara, Marco Rostagno, Carlo Ambrosini, Alarico Gattia, Paolo Ongaro e Paolo Piffarerio.
L'opera venne edita dalla Mondadori in quattro volumi fra il 1978 e il 1986:
- Dai barbari ai capitani di ventura (1978)
- Da Colombo alla Rivoluzione Francese (1979)
- Da Napoleone alla Repubblica Italiana (1980)
- 1946-1986: 40 anni di Repubblica (1986)

Il successo dell'iniziativa portò ad ampliare il progetto iniziale affrontando altri eventi storici, sia italiani che stranieri. Nel corso degli anni vennero realizzate altre serie come:
- Storia di Roma (1981); inglobata nelle riedizioni della Storia d'Italia a fumetti (Il Messaggero).
- Storia dell’Oriente e dei Greci a fumetti (1982)
- Storia dei popoli a fumetti (1983)

### Ristampe e nuove edizioni
Seconda Serie
- 1: Dalle origini alla scoperta dell'America, Il Messaggero, Roma, 1993
- 2: Dal Rinascimento ai giorni nostri, Il Messaggero, Roma, 1993
- 4: 1946-1996. Cinquant'anni di Repubblica, Arnoldo Mondadori, Milano, 1996

Volumi Unici
- La storia d'Italia a fumetti, Arnoldo Mondadori, Milano, 2000;
- La nuova storia d'Italia a fumetti. Dall'impero romano ai nostri giorni, Mondadori, Milano, 2004.[2]
- La nuova storia del mondo a fumetti. Dalla preistoria ai nostri giorni, Mondadori, Milano, 2005.[2]